# Picris amalecitana
Picris amalecitana là một loài thực vật có hoa trong họ Cúc. Loài này được (Boiss.) Eig miêu tả khoa học đầu tiên.